# Vulvitis de Zoon
La vulvitis de Zoon  o vulvitis crónica plasmacelularis es una inflamación crónica de la mucosa vaginal.  Es una enfermedad inflamatoria poco común que afecta la piel y la mucosa de la  vulva, de causa desconocida aunque puede ser una reacción alérgica o inmunitaria que causa picazón.
Se trata de una inflamación benigna, crónica y rara de la mucosa vulvar. Se diagnostica histológicamente y sus respuestas terapéuticas son variables. Su etiopatogenia es desconocida y aún no se ha encontrado ningún tratamiento efectivo. Su curso es crónico y sin progresión a la malignidad.

## Descripción
La denominada  vulvitis crónica plasmacelularis es una inflamación crónica de la mucosa vaginal. Fue descripta por primera vez por Zoon y Garnier en 1954.
Esta, también llamada vulvitis de Zoon, consiste en lesiones en la mucosa vulvar, tipo pápulas eritematosas brillantes y con un leve matiz anaranjado, normalmente en los labios menores, bien definidas y a veces erosionadas, que producen prurito vulvar. Estas lesiones aparecen en la mucosa periuretral y menos frecuentemente en los labios mayores de la vulva femenina. Se trata de una inflamación benigna, crónica y rara de la mucosa vulvar. Se diagnostica histológicamente y sus respuestas terapéuticas son variables. La vulvitis de Zoon es considerada una enfermedad rara. Se han descripto menos de 40 casos en toda la literatura médica. Es una enfermedad inflamatoria poco común que afecta la piel y la mucosa de la  vulva, de causa desconocida aunque puede ser una reacción alérgica o inmunitaria que causa picazón.
Algunos autores la describen como una respuesta inflamatoria inespecífica a un factor exógeno no determinado, asociada a diversos factores favorecedores: escasa higiene, calor y sudor excesivos, traumatismos o fricción continuada.

## Etiopatogenia
Su etiopatogenia es desconocida y aún no se ha encontrado ningún tratamiento efectivo.
Se han propuesto diversas teorías como la viral, la autoinmune, la hormonal y la irritativa.
Es fundamental diagnosticarla correctamente porque su presentación puede confundirse  con otras afecciones genitales, como el liquen plano y el carcinoma de células escamosas, enfermedades graves que requieren un tratamiento específico.
La sintomatología es diversa, con prurito, escozor, dolor e incluso dispareunia. Incluso han sido descritos casos asintomáticos. Su curso es generalmente crónico y sin progresión a la malignidad.